# Tanzania op de Olympische Zomerspelen 2020
Tanzania nam deel aan de Olympische Zomerspelen 2020 in Tokio, Japan.

## Atleten
| sport    | mannen | vrouwen | totaal |
| -------- | ------ | ------- | ------ |
| Atletiek | 2      | 1       | 3      |
| totaal   | 2      | 1       | 3      |

## Sporten

### Atletiek
Mannen
Loopnummers
| atleet               | onderdeel | series | series | kwartfinale | kwartfinale | halve finale | halve finale | finale  | finale |
| atleet               | onderdeel | tijd   | rang   | tijd        | rang        | tijd         | rang         | tijd    | rang   |
| -------------------- | --------- | ------ | ------ | ----------- | ----------- | ------------ | ------------ | ------- | ------ |
| Alphonce Felix Simbu | marathon  | n.v.t. | n.v.t. | n.v.t.      | n.v.t.      | n.v.t.       | n.v.t.       | 2:11.35 | 7      |
| Gabriel Gerald Geay  | marathon  | n.v.t. | n.v.t. | n.v.t.      | n.v.t.      | n.v.t.       | n.v.t.       | DNF     | DNF    |

Vrouwen
Loopnummers
| atlete          | onderdeel | series | series | kwartfinale | kwartfinale | halve finale | halve finale | finale  | finale |
| atlete          | onderdeel | tijd   | rang   | tijd        | rang        | tijd         | rang         | tijd    | rang   |
| --------------- | --------- | ------ | ------ | ----------- | ----------- | ------------ | ------------ | ------- | ------ |
| Failuna Matanga | marathon  | n.v.t. | n.v.t. | n.v.t.      | n.v.t.      | n.v.t.       | n.v.t.       | 2:33.58 | 24     |